# São Miguel do Guaporé
São Miguel do Guaporé är en kommun i Brasilien.   Den ligger i delstaten Rondônia, i den centrala delen av landet, 1 700 km väster om huvudstaden Brasília. Antalet invånare är 21 824.
I omgivningarna runt São Miguel do Guaporé växer i huvudsak städsegrön lövskog. Runt São Miguel do Guaporé är det mycket glesbefolkat, med 2 invånare per kvadratkilometer.